# Болівійське космічне агентство
Болівійське космічне агентство (ісп. Agencia Boliviana Espacial, ABE) — національне космічне агентство Болівії. Засноване у 2010 році, агентство відповідає за розробку та реалізацію програм супутників зв'язку та інших космічних проєктів. 20 грудня 2013 року ABE контролювало запуск першого штучного супутника країни, Тупак Катарі 1. Супутник почав працювати наступного року, надаючи телекомунікаційні послуги сільській місцевості Болівії.

## Історія
10 лютого 2010 року президент Ево Моралес підписав указ про створення Болівійського космічного агентства як урядового агентства під юрисдикцією Міністерства громадських робіт, послуг та житлово-комунального господарства. Агентству доручили просування та розвиток супутникових проєктів, а також їхнє застосування для завдань освіти, охорони здоров'я та прогнозування погоди. ABE розпочало свою діяльність зі скромного початкового бюджету в 1 млн доларів США, натомість уряд Болівії намагався шукати подальше фінансування коштом пожертв і позик від Китаю та інших країн.
20 грудня 2013 року ABE контролювало запуск першого штучного супутника Болівії Тупак Катарі 1, побудованого китайською фірмою China Great Wall Industrial Corporation за рахунок позики Китайського банку розвитку. Супутник був запущений з космодрому Січан у Китаї й розпочав роботу в березні 2014 року, надаючи доступ Інтернету, телебачення та телефонного зв'язку в Болівії. За словами директора Болівійського космічного агентства Івана Замбрани, до 2018 році супутник заробив понад 80 млн доларів США й має б повністю окупитись протягом 15 років.